# Старе Лагевники
Старе Лагевники (пол. Stare Łagiewniki) — село в Польщі, у гміні Згеж Згерського повіту Лодзинського воєводства.